# Izjava volje
Izjava volje (engl. the expression of willingness) je izražavanje spoljnim znacima određenog psihičkog stanja (namere i svesti) jednog (fizickog ili pravnog) lica koje je relevantno za nastanak, izmenu ili prestanak određenog obligacionog odnosa.
Da bi nastao, izmenio se ili prestao obligacioni odnos izjava volje mora biti slobodna, ozbiljna (a ne izrečena u šali), stvarna (a ne simulovana) i da ima za predmet prestaciju koja je moguća.

## Odnos unutrašnje i izjavljene volje
Unutrašnja psihička stanja, osim kada je u pitanju psihopatologija, nisu relevantna za pravo. Zbog toga što neke duševne bolesti vode lišenju poslovne sposobnosti, odnosno nesposobnosti ugovaranja, a neka privremena duševna stanja (dejstvo alkohola, opojnih droga i sl.), takođe mogu dovesti do (privremene) ugovorne nesposobnosti.
Pravna sigurnost zahteva da volja i namera pravnog lica budu dostupni drugoj strani. Ta mogućnost da se sazna sadržina volje i namere jednog subjekta ogleda se u njegovoj izjavi volje.
U nekim situacijama može doći do nesaglasnosti stvarne volje i namere i njihove spoljašnje manifestacije. Ta nesaglasnost može da dovede do ozbiljnih kako praktičnih, tako i teorijskih nedoumica.
- Posle godišnjih odmora u hrpi računa, virmana i uobičajenih naloga nađe se ugovor koji lice potpiše mahinalno neznajući da je to ponuda za zaključenje ugovora.

## Načini izražavanja volje
Volja se može izraziti na dva načina, aktivnim, ali i pasivnim ponašanjem. Oblik izražavanja volje nije bitan, ali pod uslovom da se, prema okolnostima slučaja, pouzdano može zaključiti da volja za zaključenje ugovora zaista postoji. Pravilo je da se volja izražava aktivnim ponašanjem, ali kao i svako pravilo, i ovo trpi neke izuzetke.

### Aktivno ponašanje
Aktivno ponašanje se ostvaruje na dva načina:

#### Izričito
Kada se volja izjavljuje direktno, tako da je drugome neposredno dostupan smisao namere, reč je o izričitom ponašanju. To su izgovorene ili napisane reči, ali i odgovarajući gestovi, koji su u određenoj sredini opšte prihvaćeni.
- Ako se podigne ruka ili papir sa brojem na javnom nadmetanju-licitaciji.
- Ako se klimne glavom, to, po pravilu, kao što je slučaj kod nas, znači da se daje pristanak, jer takav gest zamenjuje reč „DA“. Ipak, u nekim zemljama, npr. u Bugarskoj, to znači „NE“, kao i obrnuto, pokreti glavom levo-desno u Bugarskoj zneče „DA“, a kod nas „NE“.

#### Prećutno
Prećutno izjavljivanje volje je uvek posredno, ali nikad pasivno (u smislu odsustva bilo kakve aktivnosti). U stvari, namera subjekta se shvata preko njegovog ponašanja koje je u neposrednoj vezi sa okolnostima davanje izjave, tj. ponašanje subjekta upućuje samo na jedan zaključak.
- Ulaskom u prevozno sredstvo javnog prevoza iskazuje se namera zaključenja ugovora o prevozu.
- Samim faktom sedanja za sto u restoranu iskazuje se namera zaključenja ugovora o ugostiteljskim uslugama.

Kada je reč o prećutnim izjavama, mogu se staviti odgovarajuće ograde, tzv. protesti , kojima se isključuje obavezujuće dejstvo obećanja.
- Pošto smo postali dobri prijatelji vraćam ti priznanicu o dugu sa fiksnim rokom otplate, s tim da dug vratiš u sledećih šest meseci.

### Pasivno ponašanje
Pasivno ponašanje je potpuno uzdržavanje (apstinencija) pravnog subjekta od akata ispoljavanja svojih namera (kao sinonim za pasivno ponašanje uzima se ćutanje). Ćutanje ponuđenog ne znači prihvatanje ponude. Odredba kojom se u ponudi navodi da će se ćutanje ponuđenog ili neko drugo njegovo propuštanje smatrati kao prihvatanje, neće imati pravno dejstvo. 
- Ako ne odbije ponudu u određenom roku.
- Ako poslatu stvar koja se nudi kao objekat ugovora ne vrati u određenom roku i sl.[6]).

Izuzetak od ovog pravila imamo kad ponuđeni stoji u stalnoj poslovnoj vezi s ponudiocem u pogledu određene robe. Tada se smatra da je ponuđeni prihvatio ponudu koja se odnosi na takvu robu, ako je nije odmah ili u ostavljenom roku odbio. Isto tako, lice koje se ponudilo drugom da izvršava njegove naloge za obavljanje određenih poslova, kao i lice u čiju poslovnu delatnost spada vršenje takvih naloga, dužno je da izvrši dobijeni nalog ako ga nije odmah odbilo. 
U uporednom pravu, je zabeležen i stav da se pasivno ponašanje može smatrati pristankom i u slučaju kada je ponuda učinjena u isključivom interesu ponuđenog. Povod je bio ugovor o poklonu u situaciji kada ponuđeni ćuti. Primer je iz francuske sudske prakse, sud je zauzeo stav da je ćutanje pristanak, rukovodeći se kriterijumom „isključivog interesa“. Imajući na umu da „isključivi interes“ nije pravni standard, bilo bi, čini se, neprimereno prihvatiti ovaj poseban slučaj, kao poseban osnov za pozitivnu pretpostavku kada je u pitanju ćutanje ponuđenog. Kada se odmere svi ovi pravno relevantni elementi, nameće se zaključak da pasivno ponašanje, odnosno ćutanje ponuđenog kada je reč o poklonu, treba smatrati ne pristajanjem, odnosno odbijanjem poklona.

## Spoljašnje veze
- Pravopedia
- Paragraf
- Ministartstvo pravde Архивирано на веб-сајту  (2. фебруар 2018)
- Portal sudova Srbije
- Advokatska komora Srbije Архивирано на веб-сајту  (31. децембар 2011)
- Regionalni portal za pravne informacije
- Portal za pravnike